# Братья Манетти
Марко Манетти (итал. Marco Manetti; род. 15 января 1968, Рим, Италия) и Антонио Манетти (итал. Antonio Manetti; род. 16 сентября 1970, там же) — итальянские кинорежиссеры, сценаристы, продюсеры и актеры.

## Биография
Марко и Антонио Манетти родились в Риме. После обучения сценарному мастерству Антонио дебютировал в 1994 году короткометражным видеофильмом. Марко работал с Витторио Синдони и снял короткометражную ленту «Из уст в уст» перед тем, как он присоединился к брату.
В 1995 году братья Манетти совместно сняли короткометражку «Доставка на дом» для киноальманаха «Деградация», а в 1997 году — телефильм «Туринские ребята», после чего продолжили работать дуэтом.
В 2005 году Манетти поставили триллер «17 этаж», после чего сняли как режиссёры ряд эпизодов телесериалов «Преступления» и «Инспектор Колиандро». В 2014-15 годах они выступили режиссерами 7-го и 8-го сезонов популярного сериала «Комиссар Рекс».
В 2017 году Марко и Антонио Манетти поставили музыкальную кинокомедию «Любовь и пуля», премьера которого состоялась на 74-м Венецианском международном кинофестивале, где фильм участвовал в основной конкурсной программе. В 2018 году лента была номинирована в наибольшем количестве категорий — 15-ти — на получение наград итальянской национальной кинопремии «Давид ди Донателло», получив пять наград, в том числе за лучший фильм.